# 鈴乃姫苺
鈴乃 姫苺（すずの きいちご、1998年5月20日 -）は、日本のシンガーソングライター、元アイドル。北海道出身。ニックネームはあーにゃ。身長158cm。血液型はA型。

## 概要
幼少の頃から、ピアノ、バイオリン、トランペット等を習い、2014年からアイドルとして活動をし、2015年に札幌アイドルカフェに所属し、2016年自主レーベルを立ち上げる。
同年6月に「Shiny Angel」(キタオン参照）で自身初となる全国CDデビューを果たす。

## 略歴
- 2016年 6月 ソロ活動をはじめる
- 2016年 6月 ファーストシングル「Shiny Angel」リリース。
- 2016年 6月 札幌アイドルカフェワンマンライブ開催。
- 2016年 7月 すすきの　おもてなし縁市　出演。
- 2016年 7月 情報ニュースサイト　キタオン　取材。
- 2016年 7月 ミュージックビデオ「A K」公開 。
- 2016年 7月 タワーレコード　アリオ札幌店　インストアライブ。
- 2016年 8月 セカンドシングル「うさぎ雲」リリース。
- 2016年 8月 礼文島　オータムフェスタ　出演。
- 2016年 8月 函館ラジオFMいるか　出演
- 2016年 9月 4プラメガビジョンに登場。
- 2016年 9月 札幌オータムフェスト2016　出演。
- 2016年 9月 H B Cイチオシ！　出演
- 2016年 9月 H M V札幌ステラプレイス　インストアライブ。
- 2016年10月 H M V　ららぽーと豊洲　インストアライブ。
- 2016年10月 N H K　探検バクモン　出演
- 2016年10月 タワーレコード渋谷店　インストアライブ。
- 2016年10月 タワーミニダイバーシティープラザ店　インストアライブ。
- 2016年10月 めいどりーみん秋葉原店　ライブ。
- 2016年10月 新星堂　サンシャインアルタ店　インストアライブ。
- 2016年10月 札幌アートステージ　クロスロードライブ　出演。
- 2016年11月 札幌アイドルカフェ　ワンマンライブ。
- 2016年11月 FM小樽　出演。
- 2017年 1月 S T Vラジオ　出演。
- 2017年 2月 札幌雪まつり　毎日新聞　氷の広場に出演。